# Conseil supérieur de la fonction militaire
Ne doit pas être confondu avec Conseil de la fonction militaire (France).

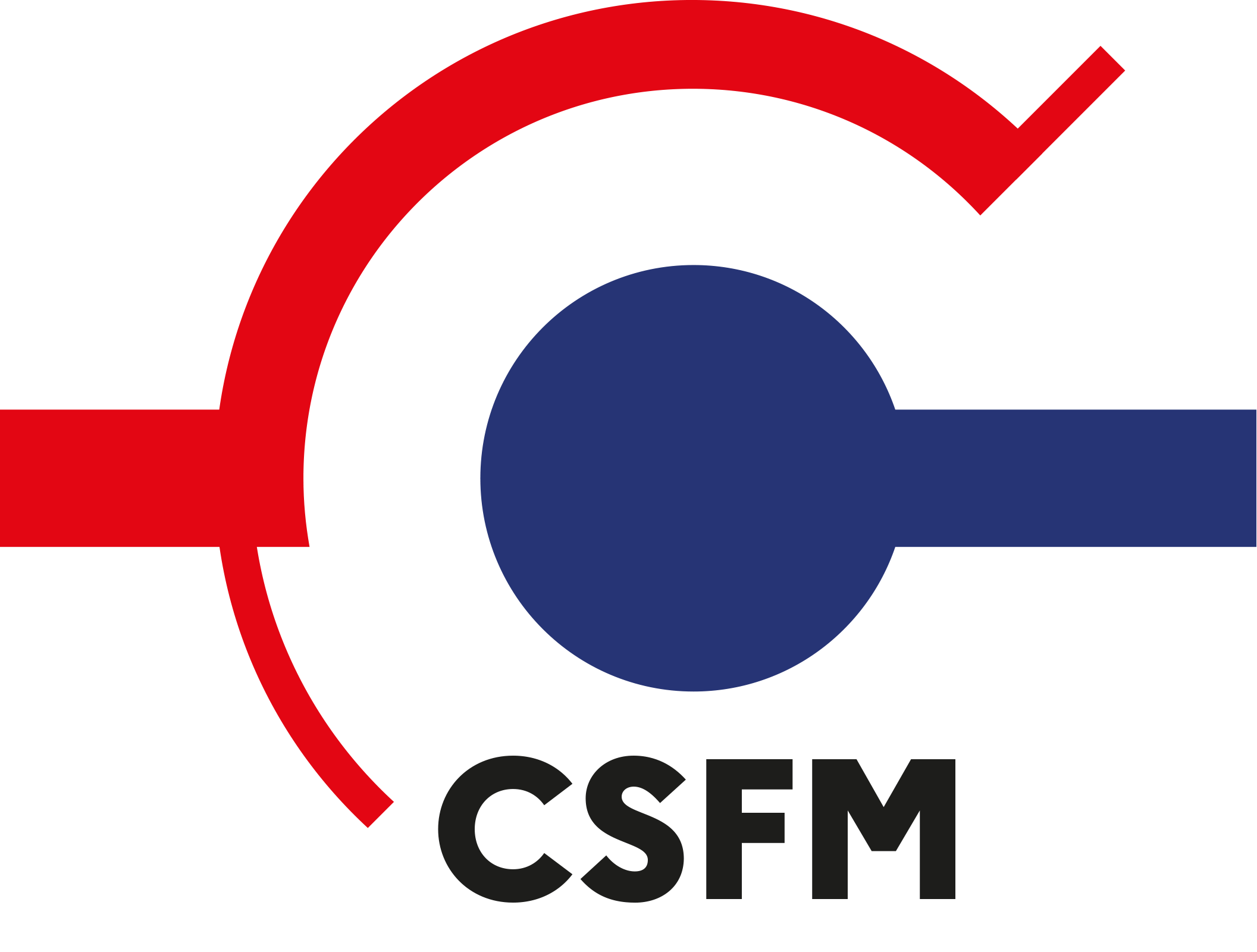
Logo du conseil supérieur de la fonction militaire

Le Conseil supérieur de la fonction militaire (CSFM) est l'instance nationale de consultation et de concertation du personnel militaire français, présidée par le ministre des Armées et qui a été créée en 1969. Michel Debré, alors ministre de la Défense nationale, dans son allocution inaugurale et en qualité de président du CSFM déclarait : « La condition déborde le statut [...]. Il est normal de faire en sorte que l’institution militaire, non seulement ne soit pas en retard par rapport à d’autres, mais qu’elle conserve sur certains points une situation propre, de façon que ceux qui ont vocation de la servir en soient récompensés ».
La loi no 89-1003 du 31 décembre 1989 a changé en profondeur la nature du CSFM en permettant que « les membres appartenant au personnel en activité de service [soient] désignés par voie de tirage au sort parmi les volontaires. » Un arrêté du 12 décembre 2013 modifiant le règlement intérieur du CSFM crée un groupe de liaison permanent qui permet un fonctionnement en dehors des sessions tandis que la rénovation en profondeur des instances en 2016 aboutit à une professionnalisation du CSFM, désormais composé de membres à plein temps et en nombre réduit.

## Rôle
Le CSFM est le cadre institutionnel dans lequel les militaires examinent et rendent des avis sur les questions relatives à la condition du personnel militaire, à  l'exercice du métier militaire ou à l'organisation du travail  ainsi qu'au statut des militaires. Ses avis sont uniquement consultatifs ; sont en outre exclues toutes les questions relatives à l'organisation, à la préparation ou à l'emploi des forces, qui relèvent du commandement.
La concertation, c’est le mode de dialogue spécifique aux militaires avec le ministre et ses grands subordonnés.
Ce dialogue est indispensable pour éclairer les hautes autorités dans leur prise de décision, favoriser l’adhésion du personnel à tous échelons, entretenir son moral et par conséquent l’efficacité opérationnelle des unités. Il vient donc appuyer l’action du commandement.

## Composition
Initialement au nombre de quarante et seulement tirés au sort (en 1970), leur nombre est porté à 85 membres (79 en position d'activité et 6 en position de retraite) de 2009 à 2016 représentent l'ensemble de la communauté militaire. À compter de 2016, leur composition est réduite à 61 membres (42 en position d'activité, 3 militaires retraités et 16 membres d'APNM représentatives).

### Membres d'active
Entre 2006 et 2016, les membres d'active étaient élus pour quatre ans parmi les membres des sept conseils de la fonction militaire (CFM), créés en 1990. Le renouvellement intervenait par moitié tous les deux ans. 
Les membres sont aujourd’hui renouvelés tous les 4 ans. Le prochain renouvellement des membres du Conseil interviendra en 2025.
Les CFM sont désormais au nombre de neuf : Armée de terre, Armée de l'air et de l'espace, Marine nationale, service de l'énergie opérationnelle (SEO), service de santé des armées (SSA), direction générale de l'Armement (DGA), Gendarmerie nationale, service du commissariat des armées et service d'infrastructure de la Défense. Notons que les CFM du service du commissariat des armées et du service d'infrastructure de la Défense ont été créés en 2016. 
Les membres du CSFM sont répartis de la façon suivante  : 
|                                      | Armée de terre | Marine | Armée de l'air | Gendarmerie | DGA | SSA | SEA | SCA | SID | Total |
| ------------------------------------ | -------------- | ------ | -------------- | ----------- | --- | --- | --- | --- | --- | ----- |
| Officiers                            | 4              | 1      | 2              | 2           | 1   | 1   | 1   | 1   | 1   | 14    |
| Sous-officiers et officier mariniers | 4              | 4      | 2              | 10          |     | 1   |     |     |     | 21    |
| Militaires du rang                   | 4              | 1      | 2              |             |     |     |     |     |     | 7     |
| Total                                | 12             | 6      | 6              | 12          | 1   | 2   | 1   | 1   | 1   | 42    |

### Membres en position de retraite
Les trois membres retraités sont désignés par le Conseil permanent de la réserve militaire (CPRM) depuis janvier 2017. Auparavant, les six membres en position de retraite étaient nommés par le ministre sur proposition des organisations nationales de retraités les plus représentatives.

### Profil des membres
Les membres sont désormais élus pour un mandat unique de 4 ans.
Ils sont volontaires et représentatifs des différentes sensibilités de la communauté militaire ; ils restent affectés dans leurs unités, donc hormis le travail en commission ou en plénière, ils demeurent proches du terrain. Ils sont légitimes, élus « par et parmi » les CFM des forces armées et des formations rattachées. Et enfin ils sont compétents, du fait de leur expérience et de leur technicité (ils suivent les dossiers au rythme de l’administration).
Si l’on ne doit jamais oublier le respect de la discipline, l’absence de parti pris politique et le sens de l’intérêt général, l'une des conditions du succès de ce dialogue interne aux militaires, « c’est la liberté totale de pensée et d’expression » (Michel Debré). 

## Organisation
Le CSFM est constitué d’un secrétariat général, dirigé par un secrétaire général (SG-CSFM), assisté d’une équipe de 10 personnes. Les membres permanents répartis dans 3 commissions :
- la commission des statuts traite de questions liées au statut général, aux statuts particuliers, et de toutes autres questions à connotation juridique,
- la commission rémunération (des régimes indiciaires ou indemnitaires et des pensions) traite différents sujets dont les régimes de solde, les prestations familiales, et les droits individuels,
- la commission condition du personnel (du moral et du social des conditions de vie et de l’environnement professionnel) traite de différents sujets tels, la protection sociale des militaires, l’égalité professionnelle, le harcèlement, la fidélisation, la reconversion, ou bien encore la vie quotidienne des militaires, les pensions, la CNMSS, les mutuelles.

De manière transverse les commissions peuvent également traiter d’autres types de sujets comme par exemple les mesures d'aide aux familles.
L’activité du CSFM est rythmée par un cycle courant en commissions, un cycle mensuel de réunions en format conseil et enfin deux séances plénières annuelles présidées par le ministre.

## Secrétaires généraux
Liste des secrétaires généraux du CSFM qui se sont succédé depuis 1970, tous issus du corps militaire du contrôle général des armées (CGA) :
- 1970 à 1978 : CGA DUCOS
- 1978 à 1984 : CGA LAPP
- 1984 à 1985 : CGA FOHANNO
- 1985 à 1989 : CGA LAZERGES
- 1989 à 1995 : CGA BONNETETE
- 1995 à 1997 : CGA BAYLE
- 1997 à 2001 : CGA REBMEISTER
- 2001 à 2004 : CGA DEBERNARDY
- 2004 à 2007 : CGA FEYTIS
- 2007 à 2010 : CGA NICOLARDOT
- 2010 à 2013 : CGA DE MALEISSYE
- 2013 à 2016 : CGA GINER
- 2016 à 2018 : CGA MACARY
- 2018 à 2022 : CGA SCHMIT
- 2022 à 2025 : CGA JACQUOT[5]
- 2025 à aujourd'hui : CGA CHEREIL de la RIVIÈRE